# 泛叶䗛
泛叶䗛（学名：Cryptophyllium celebicum）叶竹节虫科（叶䗛科）叶䗛属的一种，主要分布于塞舌尔、印度、缅甸、老挝、越南、菲律宾、印度尼西亚等地，在中国云南、贵州、广西发现有雌虫。
2021年，有学者创立了一个新属－隐叶䗛属（Cryptophyllium），将本种作为模式种划归新属。